# Elaphoglossum chrysolepis
Elaphoglossum chrysolepis là một loài thực vật có mạch trong họ Lomariopsidaceae. Loài này được (Fée) Alston mô tả khoa học đầu tiên năm 1958.